# Silvio Carrario
Silvio René Carrario (Bell Ville, Provincia de Córdoba, Argentina; 31 de agosto de 1971) es un exfutbolista y actual director técnico argentino. Jugaba como delantero y su primer equipo fue Central Córdoba de Rosario. Su último club antes de retirarse fue Bancario de Gualeguay.

## Trayectoria
En la ciudad de Bell Ville vistió la camiseta del Club Atlético y Biblioteca Bell. En 1993 jugó para Central Córdoba de Rosario. Pasó gran parte de su carrera en clubes de su país, entre los que se destacan Talleres de Córdoba (1994), Racing (1995) y Boca Juniors (1996). Durante su paso por Deportivo Español se produjo la particularidad de que utilizó el 1 en el dorsal de su camiseta, siendo el único jugador de campo en vestir dicho número en la historia de la primera división del fútbol argentino.
Fuera de Argentina jugó en Deportivo Italchacao de Venezuela y en Bolívar de Bolivia, en este último club se retiró de la actividad profesional en 2008. Ese mismo año debutó como entrenador en Central Córdoba de Rosario.
En 2010 volvió a la actividad como futbolista en Huracán de Madariaga y en 2011 colgó nuevamente los botines tras jugar el Torneo Argentino C para Unión de Del Viso. Pocos meses después asumió como técnico de Central Ballester.
En 2012 tuvo un último regreso con la camiseta de Bancario de Gualeguay, para luego si retirarse definitivamente del fútbol. Dirigió a Talleres y Leones, ambos de la Liga Bellvillense de Fútbol, y tuvo un fugaz paso por Américo Tesorieri en el Torneo Federal A en 2014.
Fue Director de Deportes en su ciudad natal y en 2019 se postuló como candidato a legislador.

## Clubes

### Como jugador
| Club                      | País      | Año       |
| ------------------------- | --------- | --------- |
| Central Córdoba (Rosario) | Argentina | 1993-1994 |
| Talleres de Córdoba       | Argentina | 1994-1995 |
| Racing Club               | Argentina | 1995-1996 |
| Boca Juniors              | Argentina | 1996      |
| Unión de Santa Fe         | Argentina | 1997      |
| Deportivo Español         | Argentina | 1997-1998 |
| Chacarita Juniors         | Argentina | 1998-2001 |
| Deportivo Italchacao      | Venezuela | 2002      |
| Olimpo (Bahía Blanca)     | Argentina | 2002-2003 |
| Lanús                     | Argentina | 2003      |
| Quilmes                   | Argentina | 2004      |
| Argentinos Juniors        | Argentina | 2005      |
| Quilmes                   | Argentina | 2006      |
| Olimpo (Bahía Blanca)     | Argentina | 2006-2007 |
| Aldosivi (MdP)            | Argentina | 2007      |
| Bolívar                   | Bolivia   | 2008      |
| Huracán de Madariaga      | Argentina | 2010      |
| Unión de Del Viso         | Argentina | 2011      |
| Bancario de Gualeguay     | Argentina | 2012      |

### Como entrenador
| Club                       | País      | Año  |
| -------------------------- | --------- | ---- |
| Central Córdoba de Rosario | Argentina | 2008 |
| Central Ballester          | Argentina | 2011 |
| Talleres de Bell Ville     | Argentina | 2013 |
| Leones                     | Argentina | 2014 |
| Américo Tesorieri          | Argentina | 2014 |

## Palmarés

### Como jugador

#### Torneos nacionales
| Título             | Club                   | País      | Año     |
| ------------------ | ---------------------- | --------- | ------- |
| Primera B Nacional | Olimpo de Bahía Blanca | Argentina | 2006-07 |

#### Otros logros
| Logro                      | Club              | País      | Año     |
| -------------------------- | ----------------- | --------- | ------- |
| Ascenso a Primera División | Chacarita Juniors | Argentina | 1998-99 |